# 皮先卡 (津科夫區)
50°7′38″N 34°16′13″E / 50.12722°N 34.27028°E
皮先卡（烏克蘭語：Піщанка），是烏克蘭中部的村莊，隸屬波爾塔瓦州的波爾塔瓦區。該村面積0.61平方公里，海拔高度100米，2001年人口56，人口密度每平方公里91.8人。